# Insaciable (canción de Belinda)
«Insaciable» es una canción no publicada de la cantante mexicana Belinda, descartada de su cuarto álbum de estudio titulado Catarsis, el cual fue lanzado a principios de julio de 2013 a través de Capitol Latin.

## Antecedentes y composición
A mediados de 2012, se dio a conocer el primer tracklist oficial de Catarsis, en el cual, la canción número nueve era Insaciable. A finales de 2012 y principios de 2013 se reveló que el género de la canción era pop tropical, y que fue producida por el reconocido compositor Jorge Villamizar.[cita requerida]
A principios de mayo de 2013, Belinda dio a conocer un nuevo tracklist del disco, en el cual ya no se encontraba Insaciable. Más tarde, la cantante confirmó vía Twitter que la canción se encontraría en el relanzamiento del álbum, pero esto nunca ocurrió.[cita requerida]
A diferencia de otros temas no publicados de Belinda, esta canción siempre se mantuvo restringida por la cantante, y hasta la fecha, no se conoce ningún contenido de audio que se le atribuya a Insaciable. La única información conocida, son unos versos escritos que Belinda publicó en un tuit a principios de 2017, especificando que el tema saldría en un futuro no muy lejano. Esto es lo que la intérprete dio a conocer:

"¿Eres como yo? Insaciable, imposible, peligrosa, mente libre, que no sabe aterrizar, no se puede controlar. Insaciable como yo."

[cita requerida]